# Oroniscus pavani
Oroniscus pavani är en kräftdjursart som beskrevs av Arcangeli1939. Oroniscus pavani ingår i släktet Oroniscus och familjen Oniscidae. Inga underarter finns listade i Catalogue of Life.